# Copiaenganxa
Conegut també com el terme anglès «copypasta», un copiaenganxa és un bloc de text copiat i pegat per usuaris d'internet a través fòrums i xarxes socials. El copiaenganxa es pot considerar com correu brossa, ja que s'envia amb la intenció de molestar a altres usuaris.

## Origen
L'origen de la paraula «copypasta» es pot trobar en el 2006, utilitzats per grups d'Usenet.

### Etimologia
La paraula copypasta ve del terme anglès "copy-paste" (o en català, dels termes informàtics de "Copiar" i "Enganxar"). El terme es pot veure originat a un tema anònim del 2006 a 4chan.

## Exemples notables

### Copiaenganxa de Navy SEAL
El copiaenganxa de Navy SEAL és un paràgraf d'atac agressiu, extens, còmicament escrit contra un «nin», escrit en la veu de l'estereotipat «tipus dur», que relata aconseguiments absurds com tenir «més de 300 assassinades confirmades» i ser «entrenat en la guerra del goril·la». Aquest copiaenganxa se sol publicar a com una reacció exagerada d'humor a un insult i es creu que té origen en una publicació en un tauler de missatges de 4chan l'11 de novembre de 2010.

### El copiaenganxa del Bee Movie
Un copiaenganxa molt freqüent és el del Bee Movie. L'origen d'aquest copiaenganxa es troba en 2013 en pàgines com Reddit o Tumblr quan els usuaris començaren a copiar tot el guió de la pel·lícula. Aquest copiaenganxa troba èxit el 2016 quan es pujaren edicions de la pel·lícula a YouTube.

## Copiaenganxa a la tecnologia
El terme «copypasta» també pot fer referència a fragments de codi que s'han copiat i enganxat. Un exemple inclou una discussió en l'historial del codi de Linux: "Això pareix molt a copiaenganxa"